# مدرسه الغ‌بیگ (سمرقند)

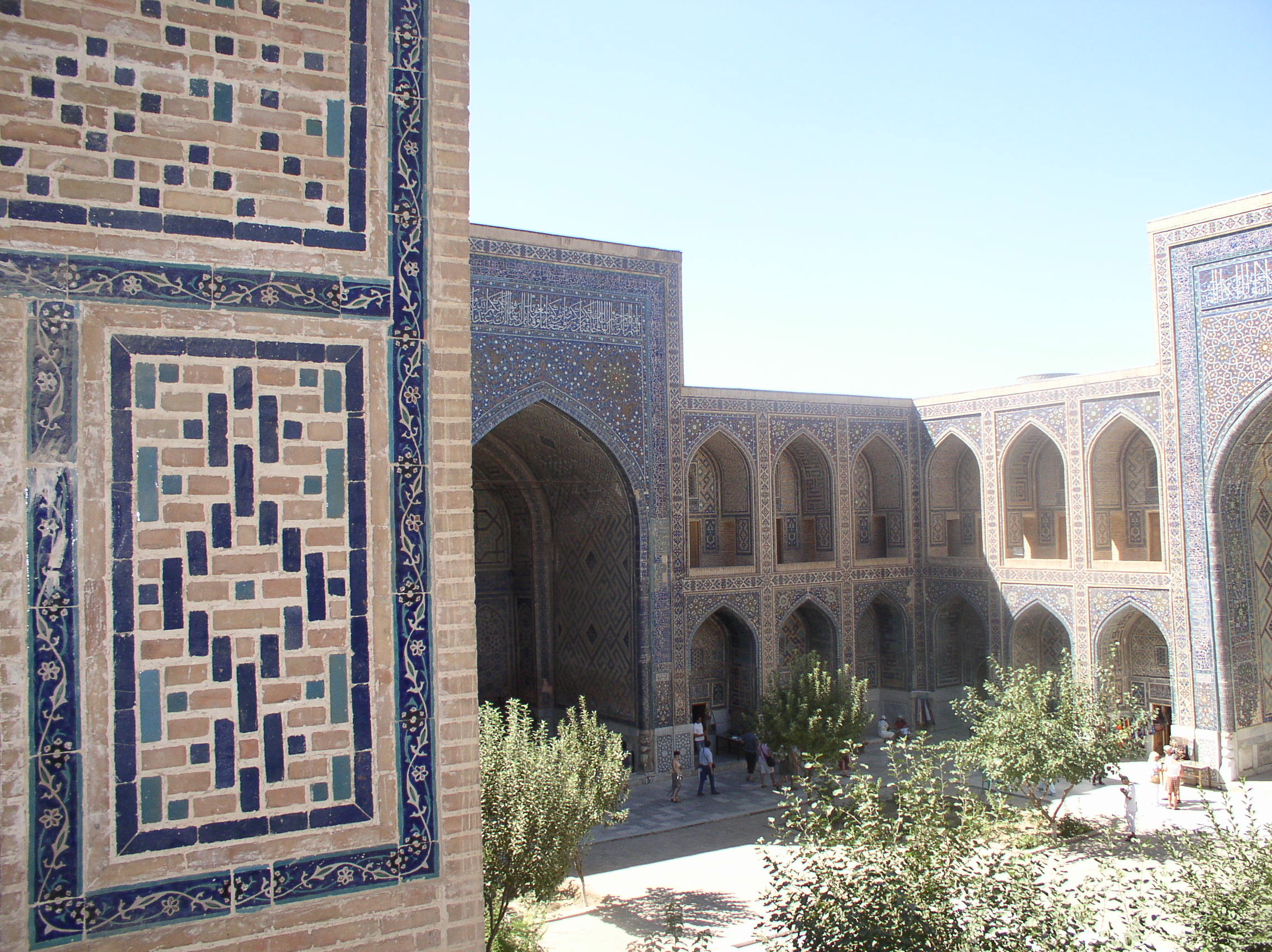

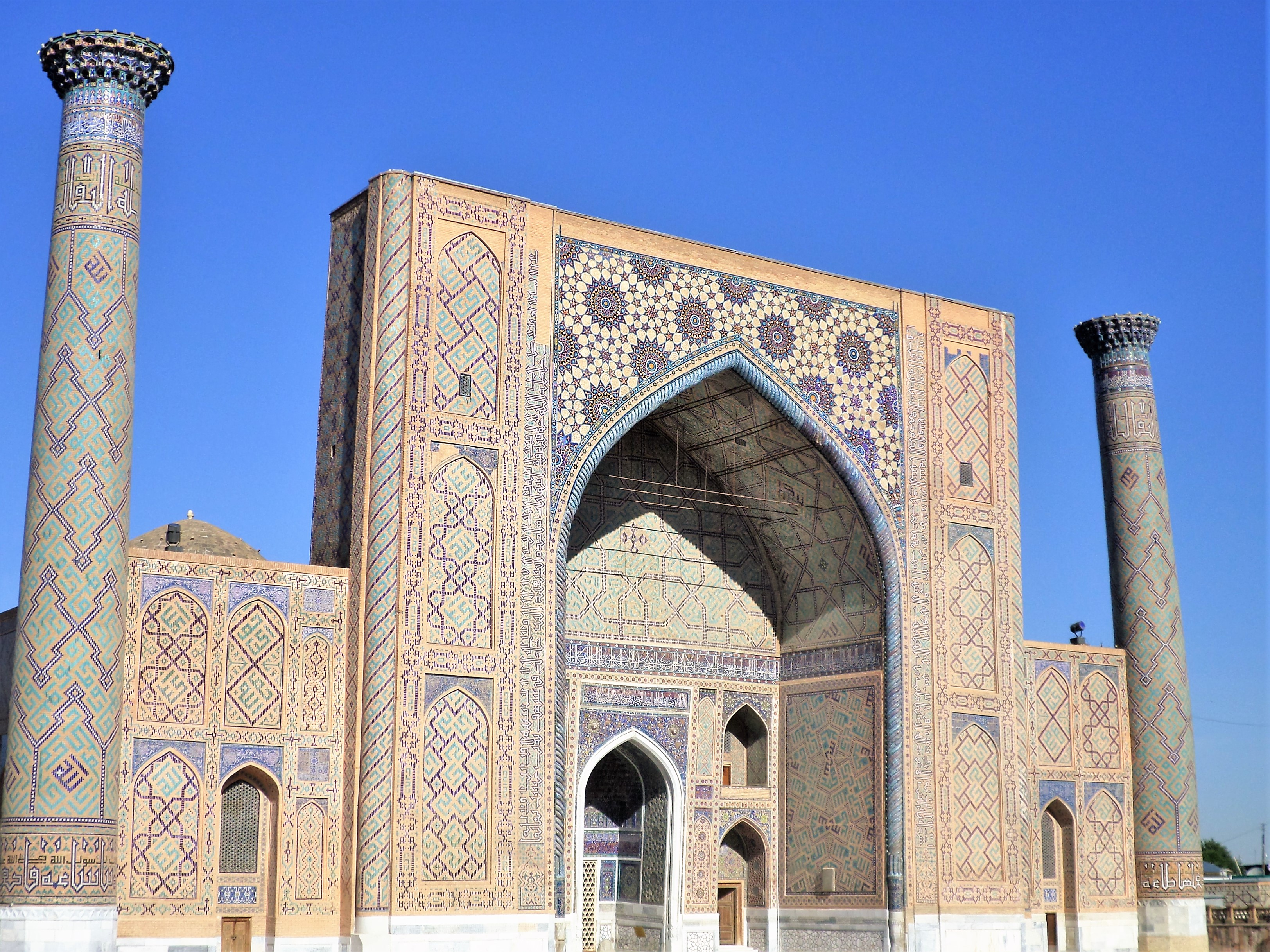

مدرسه الغ‌بیگ (فارسی تاجیکی: Мадрасаи Улуғбек، ازبکی: Ulugʻbek madrasasi) یک مدرسه (مدرسه اسلامی) در مرکز تاریخی شهر سمرقند است که از میراث جهانی یونسکو در کشور ازبکستان محسوب می‌گردد. این مجموعه به همراه سایر بناهای تاریخی مجموعه ریگستان، قلب بافت قدیمی شهر را تشکیل می‌دهد. این بنا بین سالهای ۱۴۱۷ و ۱۴۲۱ توسط فرماندار وقت امپراتوری تیموری سمرقند، یعنی الغ‌بیگ که نوه تیمور و منجمی برجسته بود ساخته شد، وی بین سالهای ۱۴۴۷ تا ۱۴۴۹ امپراتور شد.
این مدرسه مرکز آموزش مهم امپراتوری تیموری بود، که در آن آنها به برجسته‌ترین دانشمندان زمان خود، هم مذهبی و هم سکولار تعلیم می‌دادند. این ساختمان قدیمی‌ترین بنای ریگستان است، تنها بنای متعلق به قرن پانزدهم و تنها بازمانده از یک مجموعه معماری گسترده‌تر، که شامل چندین مسجد، کاروانسراها، بازار و خانقاه (عبادتگاه صوفیان) بود. در حال حاضر مدرسه شیردار در مقابل مدرسه الغ‌بیگ واقع است.